# Ford Nederland
Ford Nederland is de distributeur en het verkooppunt van de Amerikaanse automobiel-fabrikant Ford in Nederland. Vanaf 1932 tot 1981 was er ook een autoassemblagefabriek in Amsterdam. Tegenwoordig zit  Ford Nederland in Amstelveen gevestigd.

## Geschiedenis
De Ford Motor Company of Holland werd opgezet op 26 maart 1924 en was de distributeur en het verkooppunt van Ford in Nederland. Het jaar 1926 was een goed jaar voor Ford. De helft van alle verkochte auto's in Nederland waren van dat merk.
Op 10 april 1929 werd de NV Nederlandsche Ford Automobiel Fabriek opgericht die de Ford Motor Cy. of Holland geheel overnam en daarnaast een licentie kreeg van de Ford Motor Ltd. te Engeland, inclusief de voordelen die deze had van de Amerikaanse moedermaatschappij. Er werd een fabriek gebouwd in Rotterdam. Toen Henry Ford die bezocht op 3 en 4 oktober 1930 vond hij ze echter te klein en te ver van de haven. Hij besloot in 1931 een nieuwe fabriek te bouwen. Onderhandelingen met de gemeente Rotterdam leidden niet tot resultaat.
De gemeente Amsterdam stelde zich welwillend op: Er was ruimte in de haven aan het water en de gemeente was bereid eenmalig af te zien van haar erfpachtbeleid. Voor fl. 800.000 kocht de NV Nederlandsche Ford Automobiel Fabriek een bedrijfsterrein met een oppervlak van 16 hectare. De fabriek werd gebouwd naar Amerikaans model, bij de Westhaven in het Westelijk Havengebied van Amsterdam. De directeur van de fabriek was steeds een Amerikaan, de Raad van Beheer bestond in meerderheid uit Nederlandse captains of industry. Vanwege de fabriek werd de Westhaven ook wel aangeduid als de "Fordhaven". Tot 1974 heette het assemblagebedrijf "Amsterdam Assembly".
Vanaf 1932 begon Ford Nederland (Amsterdam Assembly) de Europese en Amerikaanse Ford-modellen te assembleren voor de Europese markt. In 1955 werd een belangrijke uitbreiding aan productie en gebouwen (een investering van fl 17 miljoen) gegeven. De dagcapaciteit steeg van 50 tot 75 stuks. Een productiepiek werd bereikt in 1968 toen 28.599 stuks gebouwd werden. Het aantal werknemers steeg van 300 in 1932 tot 600 in 1946, 1.200 in 1955 en bereikte een piek in 1981 met 1.480. Vanaf 1971 was de fabriek uitsluitend gericht op de assemblage van vracht- en bestelauto's voor de hele Europese markt. In 1974 werd de naam van het bedrijf gewijzigd in Ford Nederland NV.

## Assemblagebedrijf
In grote lijnen ontwikkelde het Nederlandse Fordbedrijf zich als volgt:
Van 1932 tot 1940: assemblage van USA Ford's voor de Nederlandse markt, onder meer de Ford V8. Daarnaast de verkoop van tractoren, onderdelen en import vanuit buitenlandse Ford-bedrijven.
Van 1945 tot 1964: assemblage van Duitse en Engelse en sporadisch Amerikaanse Fords voor de Nederlandse markt, o.a. de Ford Anglia, de Ford Corsair, de Ford Cortina en de Ford Taunus. Naast personenwagens werden ook vracht- en bestelauto's geassembleerd en zelfs stationwagens.
Van 1964 tot 1975: assemblage van één model voor het Europese vasteland, de Ford Cortina. In principe had Ford een beleid van één auto per fabriek. Echter, bij uitzondering werd ook de Ford Mustang tussen 1965 en 1967 in Amsterdam geassembleerd. Bovendien ook op vrij kleine schaal (5 tot 10 per dag) vrachtauto's.
Van 1975 tot 1981 : assemblage van vrachtauto's : de Ford Transcontinental. Dit deed de fabriek uiteindelijk de das om. Aanvankelijk was de Transcontinental redelijk succesvol en maakte Amsterdam, hoewel vrachtwagenfabriek, ook de Ford Escort en Ford Taunus voor de Nederlandse markt. In 1978 stopte dit en prompt kwamen er arbeidstijdverkortingen en verliezen. Wel werd de Ford Transit assemblage naar Amsterdam gehaald, maar dit kon het verlies van de Escort en Taunus niet compenseren.

## Vrachtauto's
De Transcontinental flopte (totale productie 1975-1981 was 5000 stuks, dit was de beoogde jaarproductie) omdat:
- De Amerikaanse Cummins dieselmotor was degelijk, maar dorstig, met andere woorden, een Daf, MAN, Mercedes, of welke andere Europese truck dan ook vervoerde meer tonnen lading met minder brandstof. En dat in een periode met 2 oliecrises.
- Het chassis was onverslijtbaar, maar de cabine werd in Frankrijk bij Berliet gemaakt, vervolgens ongespoten naar Amsterdam getransporteerd, roest was gegarandeerd.

De vrachtwagens van Ford waren niet populair bij transportbedrijven, wel bij gemeentes (veegwagens en vuilniswagens) en bij het gewone bedrijfsleven. Wel waren Ford-vrachtwagens populair in Engeland, de ThamesFreighter en D series waren daar populair, ook bij transportondernemingen. Die modellen konden maximaal 32 ton trekken, toen het wettelijk maximum van Groot-Brittannië. De Transcontintal, was bedoeld voor zwaar transport over lange afstanden, vandaar de naam. De verwachting was begin jaren 70 dat de beperking van 32 ton zou verdwijnen in Groot-Brittannië, de Transcontinental liep daarop vooruit, echter die wetswijziging is nooit gekomen. De laatste Transcontinentals zijn nog in 1982 bij Foden in Engeland gemaakt, er waren nog wat contracten na de sluiting van Ford Amsterdam. De Transcontinental kreeg geen opvolger, de D series wel, de Ford Cargo. Uiteindelijk werd Ford Trucks in 1986 overgenomen door Iveco. De oude Ford-vrachtwagenfabriek in Langley (Slough) werd door Iveco gesloten in 1996.

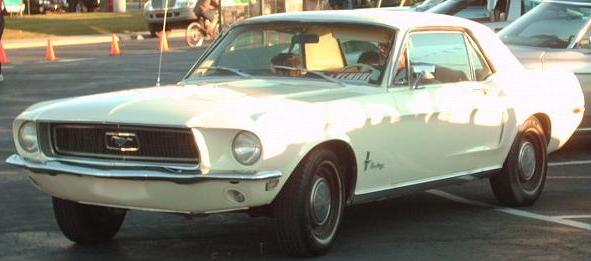
Ford Mustang uit 1964-67

## Sluiting
De resultaten van de Ford-fabriek in Amsterdam waren goed behalve tijdens de Tweede Wereldoorlog en in 1957. Doch vanaf de jaren 1970 begon de fabriek met verlies te draaien en toen de resultaten opnieuw slecht waren in 1979 en 1980 werd besloten tot sluiting. De leiding van Ford wilde de productie overhevelen naar de fabriek te Genk; bij Ford Genk lag het ziekteverzuim en het aantal stakingsuren lager. Hierdoor dreigden 1.650 arbeidsplaatsen in Amsterdam verloren te gaan. Ondanks hevig verzet, waarbij de werknemers de fabriek tweemaal bezetten, in april en juni 1981, en politieke druk was de Nederlandse Minister van Economische Zaken Gijs van Aardenne, die wel andere bedrijven met wie hij meer binding had zoals RSV miljoenen-subsisdies heeft toegekend, niet bereid financieel bij te springen mede waardoor de directie van Ford bij het sluitingsbesluit bleef. In november 1981 werd de laatste Ford Transit gebouwd door Amsterdam Assembly.
Na de sluiting van de fabriek zijn de gebouwen gesloopt en is het terrein in gebruik genomen door het Overslagbedrijf Amsterdam (OBA).
De verkoopactiviteiten van Ford Nederland verhuisden naar de binnenstad van Amsterdam.